# Wodzisław
Wodzisław – miasto w Polsce położone w województwie świętokrzyskim, w powiecie jędrzejowskim, siedziba miejsko-wiejskiej gminy Wodzisław. Leży w widłach rzeki Mozgawy i jej dopływu Mozgawki, przy drodze ekspresowej S7.
Prawa miejskie od 1366, zdegradowany do rangi wsi 13 stycznia 1870. Status miasta odzyskał 1 stycznia 2021.
W latach 1867–1954 siedziba zbiorowej gminy Wodzisław, w latach 1954–1972 gromady Wodzisław, a od 1973 ponownie gminy Wodzisław. W latach 1975–1998 miejscowość położona była w województwie kieleckim.

## Części miasta
W obszar miejscowości wchodzą również:
| Identyfikator SIMC | Nazwa miejscowości   | Rodzaj miejscowości    |
| --- | -------------------- | ---------------------- |
| 0279060 | Brzezie              | część miasta Wodzisław |
| 1016635 | Piaski Wodzisławskie | część miasta Wodzisław |
| Rozporządzenie Ministra Administracji i Cyfryzacji z dnia 13 grudnia 2012 r. w sprawie wykazu urzędowych nazw miejscowości i ich części (Dz.U. z 2013 r. poz. 200) |                      |                        |

## Historia
Miejscowość została wymieniona po raz pierwszy w spisach świętopietrza z 1335 roku, a więc za czasów panowania Władysława Łokietka. Początkowo nosiła ona nazwę Włodzisław. W 1366 roku pojawiła się wzmianka, że wójtostwo wykupił mieszczanin Florian. Dokładna data nadania Wodzisławowi praw miejskich nie jest znana, ale przyjmuje się, że nastąpiło to ok. 1317. Wodzisław był własnością królewską. Według Janka z Czarnkowa 3 listopada 1370 umierający król Kazimierz Wielki w swoim testamencie zapisał miasto braciom z rodu Zadorów - Zbigniewowi, Przedborowi i Pakosławowi, synom Zbigniewa z Brzezia koło Bochni. Nie ma pewności co do tego czy zapis ten został wykonany przez króla Ludwika i królową Elżbietę. Wnuk Przedbora - Jan "Marszałkowicz" z Brzezia dał początek linii wodzisławskiej, od XVI wieku noszącej nazwisko Lanckorońscy. W 1394-1395 roku w rachunkach bocheńskich żup solnych pojawiła się wzmianka ad castrum Wlodzisslavieniss co świadczyło o istnieniu w pobliżu zamku. W 1531 roku wzmiankowano istnienie przy Wodzisławiu (przypuszczalnie w Brzeziu) zamku należącego do Jana Lanckorońskiego.
W XVI w. miasto, które nosiło już współczesną nazwę Wodzisław należało do rodu Lanckorońskich nazywanych również Wodzisławskimi. W 1581 płaciło ono 16 florenów szosu od 3 łanów miejskich, 1 koła młyńskiego, 8 komorników, 2 krawców, 2 kuśnierzy, 4 tkaczów, 4 szewców, 2 kowali, 2 rzeźników, 1 kołodzieja, 1 bednarza, 1 miecznika, 1 balwierza oraz 4 piekarzy. Wodzisław był więc niewielką osadą o charakterze rzemieślniczym. W 1595 roku miasto położone w powiecie ksiąskim województwa krakowskiego było własnością łowczego sandomierskiego Hieronima Lanckorońskiego.

### Miasto jako centrum małopolskiego kalwinizmu
W 1551 dziedzic miasta oddał miejscowy drewniany kościół kalwinistom. Funkcję pastora pełnił w Wodzisławiu Marcin Krowicki, który za pomocą perswazji i zręcznego postępowania nawrócił większość mieszkańców na kalwinizm. Miasteczko było jednym z prężniejszych ośrodków kalwinizmu w Małopolsce i miejscem obrad dwudziestu prowincjonalnych synodów kalwińskich: w 1557, 1558, 1559, 1560 (dwukrotnie), 1561, 1566, 1583, 1589, 1590, 1595, 1597 (dwukrotnie), 1599, 1601, 1604, 1606, 1607, 1609, 1610, 1611 i 1612 (te dwa ostatnie dystryktowe).
Dzięki energicznemu przywództwu Stanisława Sarnickiego i patronów z rodziny Lanckorońskich, bracia polscy nie rozszerzyli się tutaj. Informacje o ich zborze w mieście nie mają potwierdzenia w źródłach. Wodzisław pozostał drugim obok Secemina głównym miastem Małopolski z silną społecznością kalwińską.
Pastorami kalwińskimi byli:
- 1555–1557 – Marcin Krowicki
- 1557–1560 – Marcin z Lublina
- 1560–1561 – Marcin Albinus
- 1561–1565 – Stanisław Sarnicki
- 1566–1591 – Jan Castoreus
- 1591–1597 – Franciszek Stankar (młodszy)
- 1597 – Bartłomiej Sokół
- 1597–1601 – Wincenty
- 1601–1602 – Jan Cutenus Domicki
- 1602–1603 – Jan z Mstowa
- 1603–1606 – Wojciech Salinarius
- 1606–1609 – Wojciech Borovius
- 1609–1613 – Jan Petricius Starszy.

Zbór zniósł w 1613 Samuel Lanckoroński, który po klęsce Rokoszu Zebrzydowskiego przeszedł na katolicyzm. Ufundował on nowy, murowany kościół katolicki pw. św. Marcina. Nakazał także kalwińskim mieszkańcom opuszczenie miasta albo przejście na katolicyzm.

### Historia od XVII w.
W połowie XVI w. zamek w Brzeziu pod miastem wzniósł Jan Lanckoroński. Został on w późniejszym okresie przebudowany na pałac. W tym samym czasie w miasteczku zaczęła się osiedlać ludność żydowska. W 1720 wybudowano wodzisławską synagogę. Po pożarze kościoła w 1746 odbudował go w 1787 Maciej Lanckoroński.
Według spisu z 1827 znajdowało się tu 191 domów. Miasto zamieszkane było przez 1760 mieszkańców. W 1857 było tu 321 domów (121 murowanych) i 2081 mieszkańców, w tym 1463 Żydów. W 1865 pożar zniszczył niemal całą osadę.
W 1869 Wodzisław utracił prawa miejskie. W 2. połowie XIX w. osada liczyła ok. 4000 mieszkańców, w tym ok. 3000 Żydów. Znajdowało się tu ok. 350 domów. W początkach XX w. miejscowość liczyła już ponad 6,4 tys. mieszkańców, niemal tyle samo co stolica powiatu Jędrzejów (6,5 tys.), czym kwalifikowała się do jednych z większych w guberni kieleckiej.
Do gminy żydowskiej w Wodzisławiu należeli wierni ze Słomnik. W 1897 zostali oni od niej odłączeni i utworzyli odrębny kahał w Słomnikach.
Podczas okupacji hitlerowskiej, w lipcu 1941 roku Niemcy utworzyli getto dla żydowskich mieszkańców. Przebywało w nim około 4000 Żydów z Wodzisławia i okolic. 20 września 1942 zostali wywiezieni do getta w Sędziszowie, a stamtąd do obozu zagłady Treblinka II i tam zamordowani.
Pod koniec listopada 1944 roku radziecki oddział partyzancki pod dowództwem Wasyla Łukianowicza Tichonina (ps. „Wasyl”) uderzył na miasto. W wyniku ataku stacjonujący tu garnizon hitlerowski stracił kilkunastu zabitych.
Ostatnim dziedzicem Wodzisławia był Antoni Lanckoroński.
W latach 1975–1998 miejscowość położona była w województwie kieleckim.

### Odzyskanie statusu miasta
O przywrócenie miejscowości statusu miasta zabiegało lokalne stowarzyszenie Towarzystwo Przyjaciół Wodzisławia. Na jego wniosek 15 lipca 2019 r., Rada Gminy podjęła decyzję w sprawie wszczęcia procedury administracyjnej i przeprowadzenia konsultacji społecznych w celu wystosowania do Rady Ministrów odpowiedniego wniosku. 
31 lipca 2020 r. w Dzienniku Ustaw opublikowano rozporządzenie Rady Ministrów, gdzie zarządzono przywrócenie praw miejskich miejscowości od dnia 1 stycznia 2021 r. 29 grudnia tego samego roku, Wójt Gminy, Dominik Łukasik, odebrał z rąk premiera Mateusza Morawieckiego Akt Nadania Statusu Miasta dla miejscowości. Gminie przyznano z tej okazji również środki z Rządowego Funduszu Inwestycji lokalnych. Z nich oraz z budżetu gminy mają zostać sfinansowane inwestycje z okazji odzyskania praw miejskich. Mają to być między innymi modernizacja oświetlenia ulicznego, remonty ulic, rozbudowa sieci wodociągowej, instalacja monitoringu Rynku, adaptacja budynku na Centrum Aktywności Lokalnej oraz rozbudowa świetlicy środowiskowej.

#### Wyniki konsultacji pośród mieszkańców[25]
W konsultacjach, przeprowadzonych między 11 września a 31 października 2019 r., głosowało 40% uprawnionych, tj. 2372 z 5928 pełnoletnich mieszkańców gminy. „Za” wystosowaniem wniosku zagłosowało 81,61%, „przeciw” 13,61%, a „głos na 0” oddało 4,78%. Z tego, pośród mieszkańców samego Wodzisławia, procent głosujących „za” był wyższy, sięgając 91,52% przy frekwencji w sołectwie wynoszącej 57%.

## Zabytki
- Kościół św. Marcina, wzniesiony w latach 1621–1624; pod koniec XVIII w. przebudowany w stylu barokowym. We wnętrzu nagrobki Lanckorońskich.

Kościół oraz dzwonnica z 1815 r. są wpisane do rejestru zabytków nieruchomych (nr rej.: A.170/1-2 z 16.10.1956 i z 11.02.1967).
- Synagoga z XVII wieku, przebudowana w XVIII w. (nr rej.: A.171 z 23.06.1967). Od 2 połowy XX wieku w ruinie[26].
- Kapliczka św. Jana Nepomucena z 1903.
- Pozostałości po cmentarzu żydowskim, między drogą ekspresową S7, a starodrożem drogi krajowej nr 7.
- Fragment zamku na przedmieście Brzezie, z którego zachowały się piwnice z gotyckimi portalami z XV wieku pod budynkiem wójta pod adresem Brzezie 21. Przebudowany w XIX wieku do dzisiejszej formy dworu[10].
- Pałac (willa) w Brzeziu zbudowany przez Lanckorońskich i nazywany "kałamarzem". Zbudowany przypuszczalnie po 1621 roku przez dworzanina królewskiego Samuela Lanckorońskiego. Przebudowany na spichlerz w poł. XIX w. Remontowany w 1937 roku oraz w 1950 roku na szkołę. Obecnie własność prywatna[27][28].
- Dwór Rządcówka w Brzeziu z XVIII-XIX wieku, zwana "Piórnikiem". Od 2 połowy XX wieku w ruinie.[29]
- Gospodarcze zabudowania dworskie z XIX wieku
- Młyn

## Galeria zdjęć

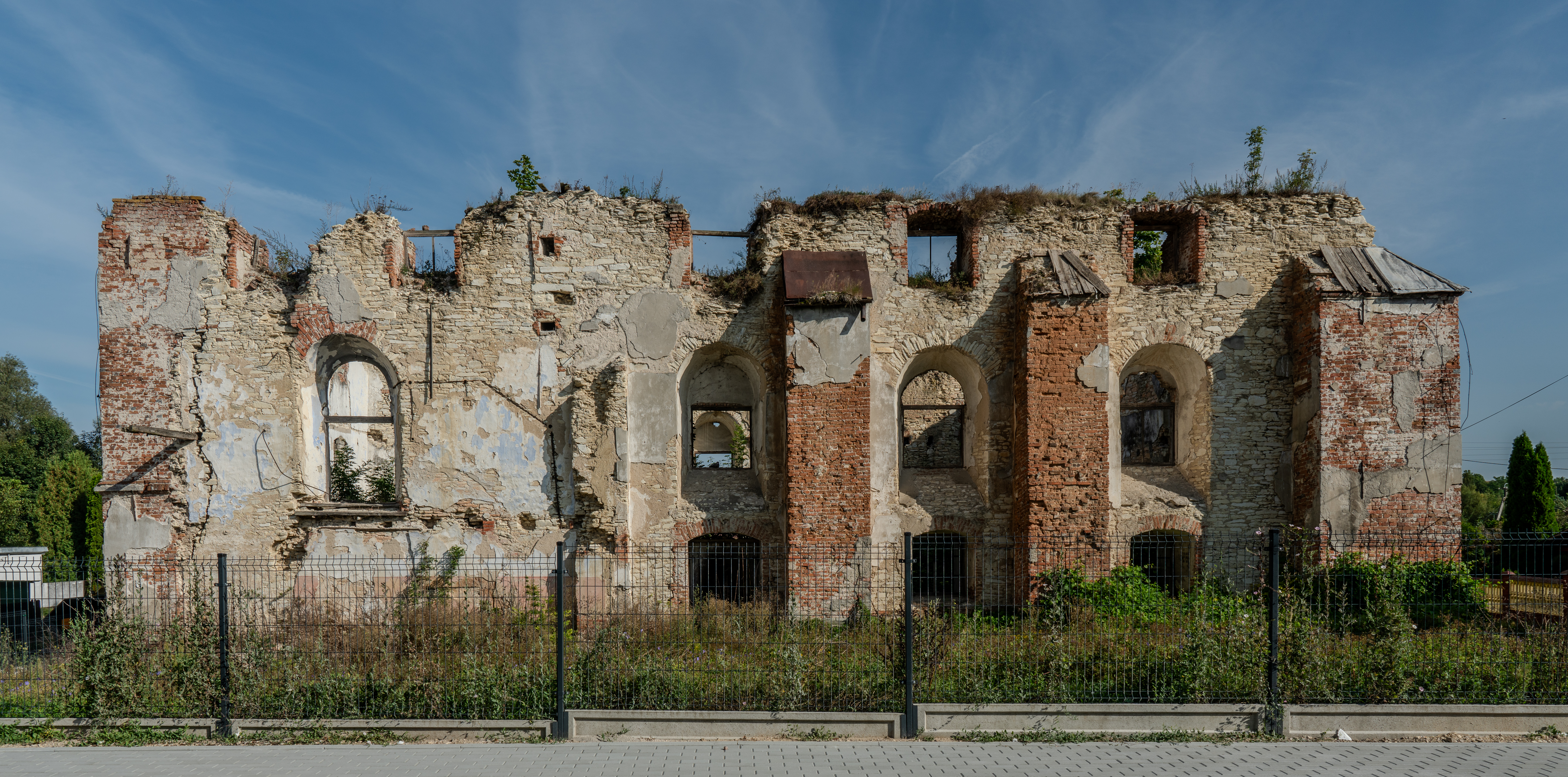
Synagoga
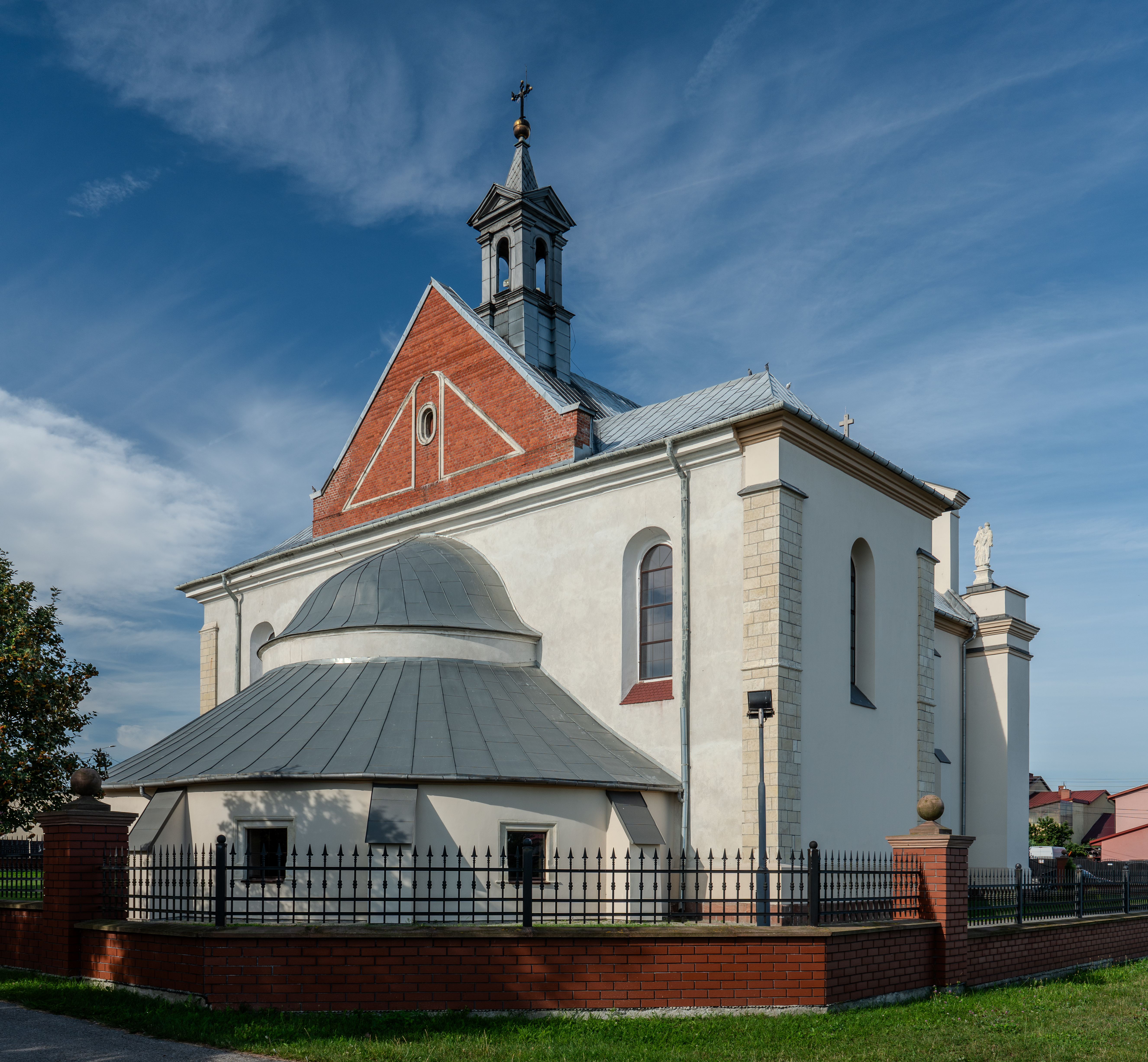
Kościół
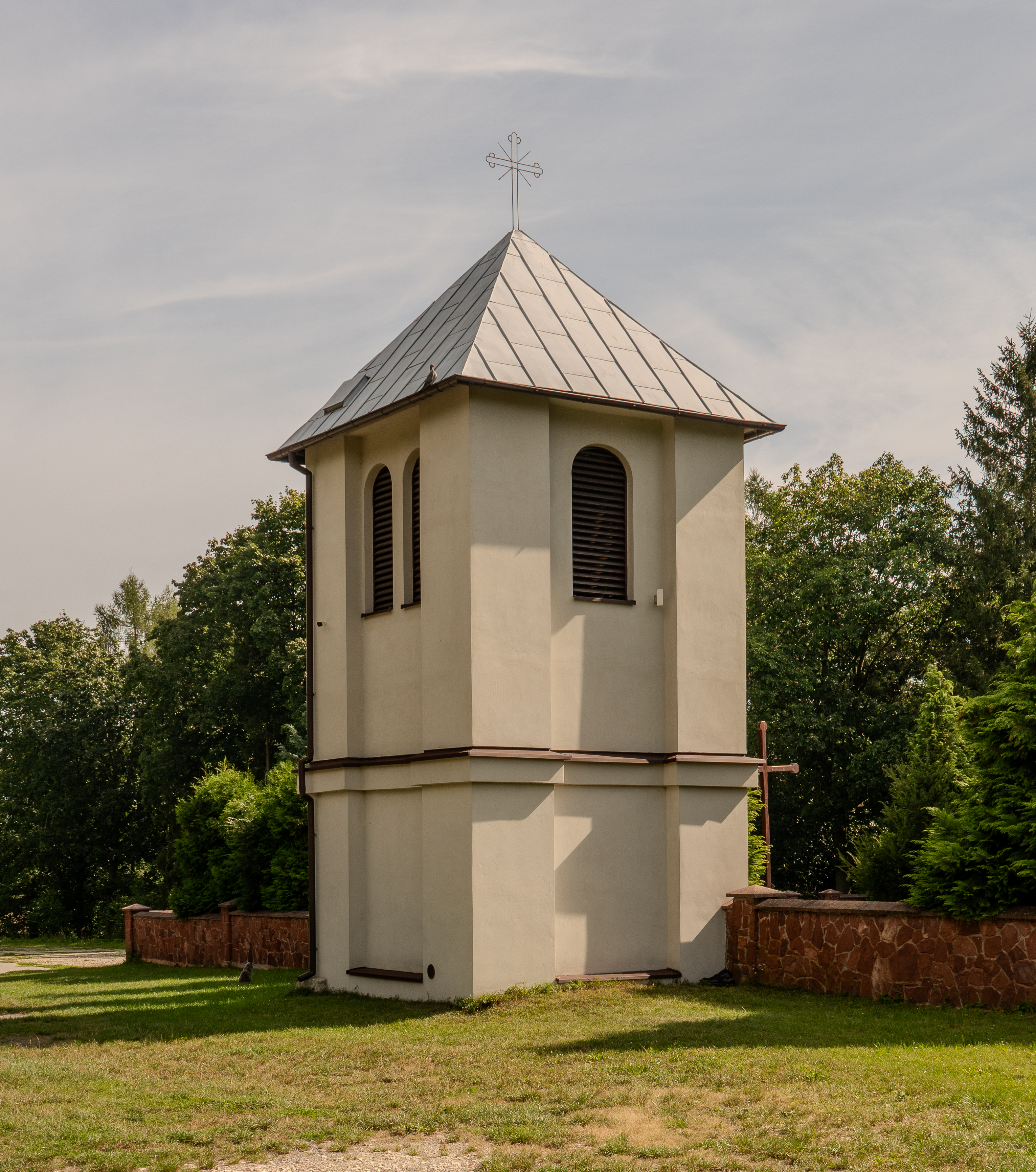
Dzwonnica

## Sport
W miejscowości działa klub piłki nożnej, Partyzant Wodzisław, założony w 1929 roku.